# Chris Rottiers
Chris Rottiers (28 juli 1960) is een Belgische voormalige atleet, die zich had toegelegd op het polsstokhoogspringen. Hij werd eenmaal Belgisch kampioen.

## Biografie
Rottiers werd in 1985 Belgisch kampioen polsstokspringen. Hij was aangesloten bij Vlierzele Sportief en VITA.

## Belgische kampioenschappen
| Onderdeel        | Jaar |
| ---------------- | ---- |
| polsstokspringen | 1985 |

## Persoonlijke records
| Onderdeel        | Prestatie | Datum | Plaats |
| ---------------- | --------- | ----- | ------ |
| polsstokspringen | 4,85 m    | 1985  |        |

## Palmares

### polsstokspringen
- 1985:  BK AC – 4,80 m